# Хост (провинција)
Хост је једна од 34 провинције Авганистана. Провиција се налази на истоку земље. Главни град је истоимени Хост. Некада је био дио провинције Пактија. Провинција је брдовита и граничи се са Пакистаном на истоку. Хост је био први град који је заузет од стране муџахедина током Совјетске инвазије на Авганистан.